# غاوثين
بلدية جَوثين أو غوثين (بالإسبانية: Gaucín) هي بلدية تقع في مقاطعة مالقة التابعة لمنطقة أندلوسيا جنوب إسبانيا.

## الديموغرافيا
بلغ عدد سكان بلدية جَوثين 1.776 نسمة عام 2011 (وفقاً للمعهد الوطني الإسباني للإحصاء).
| 1.660 | 1.688 | 1.719 | 1.842 | 1.946 | 1.929 | 1.776 |